# Šárka Kašpárková
Šárka Kašpárková, född den 20 maj 1971 i Karviná, är en tjeckisk före detta friidrottare (trestegshoppare).
Kašpárková började sin karriär som höjdhoppare och klarade som bäst 1.92. 1992 började hon med tresteg och blev sjua vid VM 1993. Vid OS 1996 satte Kašpárková nytt personligt rekord med 14,96 och det räckte till en tredje plats efter Inessa Kravets och Inna Lasovskaja. Lasovskaja hoppade precis lika långt men hade ett bättre andra hopp. 
Kašpárkovás främsta merit är VM 1997 där hon utkämpade en kamp mot rumänskan Rodica Petrescu-Mateescu. Petrescu-Mateescu inledde med 15,16 i första hoppet och först i femte omgången slog Kašpárková till med ett nytt personligt rekord på 15,20 och vann därmed i guldet. 